# نی‌نواز (ترانه)
«نی‌نواز» (انگلیسی: The Piper) ترانه‌ای در سبک باروک پاپ و یوروپاپ از گروه موسیقی سوئدی آبا است که در سال ۱۹۸۰ منتشر شد. اشعار متن ترانه اقتباسی آزاد از داستان مشهور نی‌نواز هاملین است اما بیورن اولویوس در گفتگویی اظهار داشت که برای نوشتن این ترانه از رمان ایستادگی استیون کینگ الهام گرفته‌است.
نی‌نواز ترانهٔ پشت‌صفحهٔ «سوپر تروپر» بود.